# Andrés Villca
Andrés Agustín Villca Daza (Oruro, Bolivia, 30 de noviembre de 1964) es un político y dirigente minero boliviano. Desempeñó el cargo de senador en la Asamblea Legislativa Plurinacional de Bolivia representando al Departamento de Oruro en la legislatura 2010-2015; durante el segundo gobierno del presidente Evo Morales Ayma.

## Biografía
Andrés Villca nació en el Departamento de Oruro, Bolivia el 30 de noviembre de 1964. Es un político y Dirigente minero. Se desempeñó como presidente de la Federación Nacional de Cooperativas Mineras (FENCOMIN). Desde 1987 ocupó varios cargos importantes en las cooperativas mineras de Oruro.
En 2010 fue elegido senador de Bolivia por el partido del Movimiento al Socialismo (M.A.S - I.P.S.P) representando al Departamento de Oruro en la Asamblea Legislativa Plurinacional de Bolivia.